# Săcălușești
Săcălușești – wieś w Rumunii, w okręgu Neamț, w gminie Agapia. W 2011 roku liczyła 579 mieszkańców.